# Позитивная Словения
Позитивная Словения (словен. Pozitivna Slovenija, PS) — словенская
левоцентристская политическая партия, основанная в 2011 году. Зоран Янкович, мэр города Любляна, дважды выигрывавший местные выборы в столице Словении, огласил о создании собственной национальной партии 11 октября 2011, после отставки правительства Борута Пахора. Объединение официально основано 22 октября 2011, когда было объявлено о начале досрочных парламентских выборов. К нему присоединились несколько прежних членов Государственного собрания Словении , о своей поддержке этой инициативы также публично объявил бывший президент Милан Кучан.
Позитивная Словения победила на выборах 2011 года, набрав 28,5 % голосов и получив 28 мест в парламенте.
Аленка Братушек сменила в январе 2013 года на посту лидера партии «Позитивная Словения» известного политика и бизнесмена Зорана Янковича (словен. Zoran Janković). 20 марта 2013 года она возглавила правительство Словении. В 2014 году партию вновь возглавил Янкович.